# São Gonçalo do Gurguéia
São Gonçalo do Gurguéia is een gemeente in de Braziliaanse deelstaat Piauí. De gemeente telt 2.544 inwoners (schatting 2009).